# Ypres
Ypres (phát âm tiếng Pháp: [ipʁ], tiếng Anh: /ˈiːprə/), Ieper (tên chính thức trong tiếng Hà Lan, /ˈipər/), Yper (Tây-Flemish),  hay Ypern (tiếng Đức), là một đô thị  thuộc tỉnh Tây Flanders. Đô thị này gồm thành phố Ypres và các làng Boezinge, Brielen, Dikkebus, Elverdinge, Hollebeke, Sint-Jan, Vlamertinge, Voormezele, Zillebeke, và Zuidschote.

## Lịch sử

### Trong chiến tranh thế giới thứ 1
Ypres chiếm một vị trí chiến lược trong Thế chiến thứ nhất, vì nó đứng kế hoạch dẫn quân của Đức qua phần còn lại của Bỉ và Pháp vào từ phía bắc (Kế hoạch Schlieffen). Tính trung lập của Bỉ đã được đảm bảo bởi Anh; Cuộc xâm lược của Đế quốc Đức vào Bỉ đưa Đế chế Anh vào cuộc chiến. Quân đội Đức bao quanh thành phố trên ba mặt, bắn phá nó trong suốt nhiều ngày trong cuộc chiến tranh. Để phản công, Anh, Pháp, và các lực lượng đồng minh đã tấn công và pháo kích các tuyến phòng thủ của Đức từ những ngọn đồi xung quanh.
Xem thêm:
- Trận Ypres lần thứ nhất (19 tháng 10 - 22 Tháng 11 năm 1914)
- Trận Ypres lần thứ hai (22 tháng 4 - 15 tháng 5 năm 1915), Quân đội Đức lần đầu tiên sử dụng hơi độc ở Ypres.
- Trận Passchendaele (31 Tháng 7 -  6 Tháng 11  năm 1917) còn được gọi là Trận Ypres lần thứ ba
- Trận Lys (1918) (9 tháng 4 - 29 tháng 4 năm 1918), còn được gọi là trận Estaires hay Trận Ypres lần thứ tư
- Trận Ypres lần thứ năm (28 tháng 9 - 2 tháng 10 năm 1918) là tên chính thức cho trận Ypres 1918.